# Agrostis hendersonii
Agrostis hendersonii é uma espécie de gramínea do gênero Agrostis, pertencente à família Poaceae.